# Pasmaditta jungermanniae
Pasmaditta jungermanniae är en snäckart som först beskrevs av Petterd 1879.  Pasmaditta jungermanniae ingår i släktet Pasmaditta och familjen punktsnäckor. IUCN kategoriserar arten globalt som sårbar. Inga underarter finns listade i Catalogue of Life.